# Кабреро, Рамон
Рамон Армандо Кабреро Муньис (англ. Ramón Armando Cabrero Muñi; 11 ноября 1947 — 1 ноября 2017) — испано-аргентинский футболист и тренер. Его последним местом работы был колумбийский «Атлетико Насьональ». Кабреро считается одной из наиболее значимых фигур в истории «Лануса».

## Биография
Кабреро родился в испанском городе Сантандер, но, когда ему было четыре года, он с семьёй переехал в Аргентину.
Кабреро пять лет играл за «Ланус», прежде чем присоединиться к «Ньюэллс Олд Бойз». Затем он играл в трёх клубах из Испании: «Атлетико Мадрид», «Эльче» и «Мальорка». Он вернулся в Аргентину, где играл за «Сан-Мартин Мендоса» и «Индепендьенте Ривадавия».
Первым достижением Кабреро в качестве тренера был выход со «Спортиво Итальяно» в аргентинскую Примеру, когда клуб в 1986 году выиграл Примеру B Насьональ. Затем он тренировал «Ланус», «Депортиво Майпу», «Сентраль Кордова» и «Колон».
Затем Кабреро провёл несколько лет в качестве тренера молодёжных команд «Расинг Авельянеда» и «Лануса».
Кабреро вернулся в большой футбол в 2005 году, возглавив албанское «Динамо Тирана», но был уволен за то, что не смог выйти во второй раунд Кубка Интертото. Затем в том же году он занял пост тренера «Лануса».
В 2007 году Кабреро привёл «Ланус» к первому в его истории чемпионству (Апертура).
В мае 2009 года Кабреро стал тренером «Атлетико Насьональ», из Медельина, Колумбия, который тренировал до 5 апреля 2010 года.